# Atlantic Container Line

Logo von ACL

Die Reederei Atlantic Container Line (ACL) mit Hauptsitz in Westfield, New Jersey betreibt einen Container- und RoRo-Liniendienst zwischen Europa und der nordamerikanischen Ostküste.

## Geschichte

### Gründung und Aufbau
Das Gemeinschaftsunternehmen Atlantic Container Line wurde 1965 in Stockholm von Olof Wallenius zum Aufbau eines Containerliniendiensts zwischen Europa und der nordamerikanischen Ostküste (USA/Kanada) ins Leben gerufen. Hintergrund dieser Entwicklung waren die weltweit schnell wachsenden Langstreckencontainerverkehre, mit denen Mitbewerber, wie die Containerpioniere Sea-Land Corporation oder das ebenfalls neugegründete Konsortium Overseas Containers Limited dem herkömmlichen Stückgutlinienverkehren große Ladungsanteile abnahmen. Um im damals neuen Containergeschäft fußfassen zu können, ohne die großen damit verbundenen Investitionen für die neuen Containerschiffe alleine bewältigen zu müssen, schlossen sich Wallenius Lines (Rederi AB Soya), die schwedischen Reedereien Svenska-Amerika Linjen (Broström) sowie Rederi AB Transatlantic (RABT) und die Holland-Amerika Lijn aus den Niederlanden zu einem Konsortium zusammen. Die vier Partnerreedereien gaben für den Aufbau ihres Gemeinschaftsdienstes zunächst vier Schiffe in Auftrag. 1966/67 traten die Cunard Line aus Großbritannien und die französische Compagnie Générale Transatlantique (CGT) dem Konsortium bei, woraufhin die Konsortialbeteiligung auf fünf Anteile zu je 20 % aufteilte, wobei sich Broström und Transatlantic einen Anteil hälftig teilten. Die Cunard Line war darüber hinaus noch an einem weiteren Konsortium, der Associated Container Transportation (ACT), beteiligt.
Die 1965 in Auftrag gegebenen Motorschiffe der G1-Serie (S-Type) wurden 1967 abgeliefert und konnten rund 800 Container aufnehmen. Wie alle folgenden ACL-Neubauten gehörten diese Schiffe zum damals neuen Schiffstyp der ConRo-Schiffe (Container-Roll on/Roll off) – sie boten neben Stellplätzen für Container auch Platz für Fahrzeuge – meist Pkw – und Trailer. Das Typschiff Atlantic Span nahm am 4. September 1967 den Ladebetrieb in Göteborg auf und führte die Namenstradition ein, dass alle Schiffsnamen mit „Atlantic .....“ beginnen. Nach dem Eintritt von Cunard und CGT verlegte man den Sitz der Gesellschaft nach Southampton und orderte sechs weitere, diesmal etwas größere und schnellere Schiffe, die zwischen 1969 und 1970 in Dienst gestellt wurden. Die sechs Schiffe der G2-Serie (C-Type) verfügten über einen Dampfturbinenantrieb und boten etwa 1200 Containern und einer großen Anzahl von Kraftfahrzeugen Platz. Bei allen zehn Schiffen trat die ACL als Zeitcharterer auf, der die Einheiten von den Mitgliedsreedereien des Konsortiums mietete.

### Umbau des Unternehmens

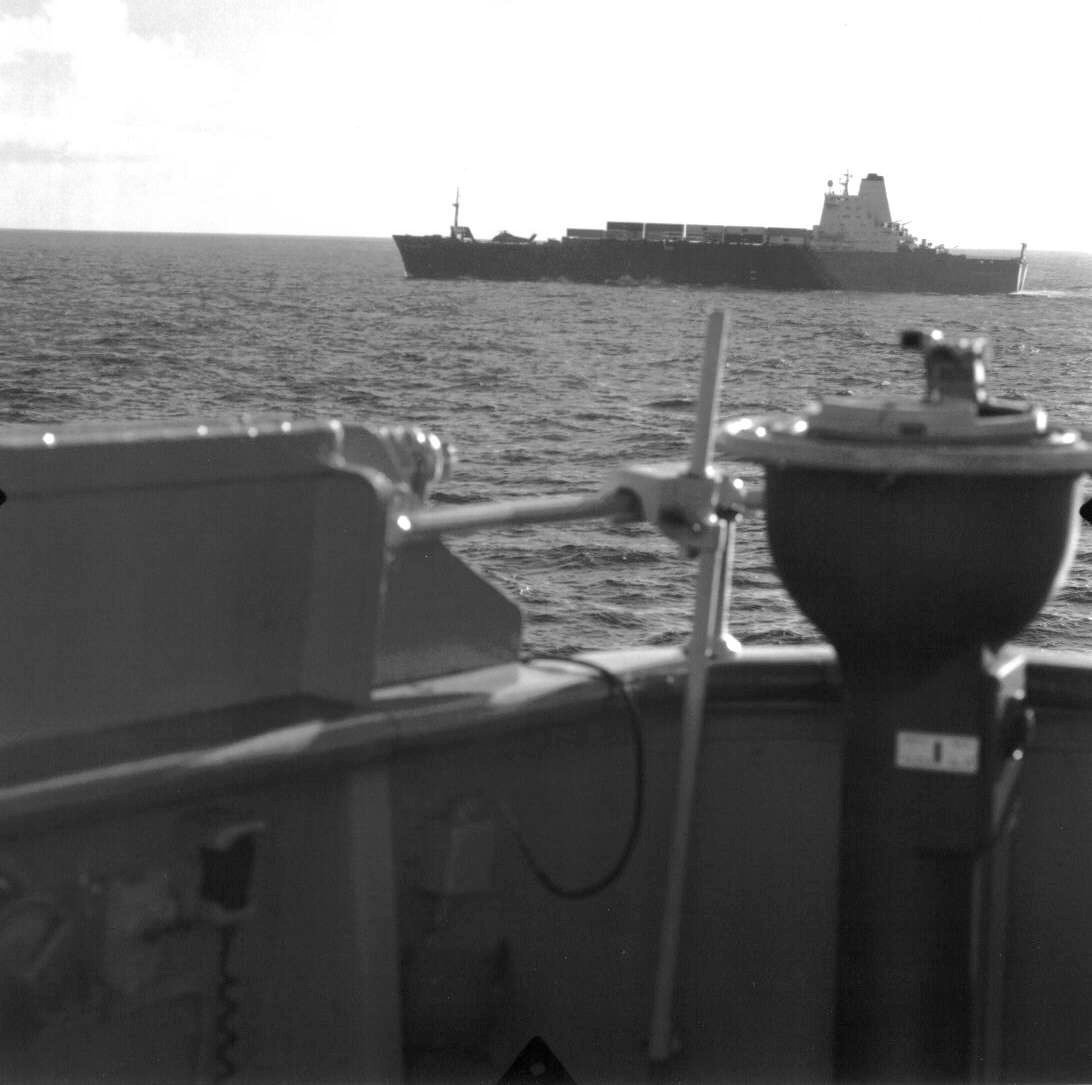
Die Atlantic Conveyor bei der Ankunft an den Falklandinseln

In den 1970er Jahren gab es mehrere Veränderungen im Betriebsablauf und in der Eignerstruktur. Nachdem schon Anfang der 1970er Jahre mit dem Route Code (Multimodales Informationssystem) und Datafreight Receipt (eine Art elektronisches Konnossement) die ersten Ladungsdokumentationssysteme eingeführt worden waren, begann ACL ab Mitte der 1970er Jahre im größeren Umfang mit der Computerisierung des Seefrachtgeschäfts. Im Jahr 1974 fusionierte die CGT mit den Messageries Maritimes zur Compagnie Générale Maritime (CGM), woraufhin die CGM den 20 %-Anteil an der ACL übernahm. Zum 1. Januar 1975 schied die Holland-Amerika Lijn aus dem Konsortium aus, um sich voll und ganz dem Kreuzfahrtgeschäft zu widmen. Die Svenska-Amerika Linjen übernahm die Frachtsparte der HAL und überführte diese in das niederländische Tochterunternehmen Intercontinental Transport B.V. (ICT). Zugleich übernahm die SAL den Anteil der Niederländer an der ACL. Die Svenska-Amerika Linjen wurden ihrerseits 1978 aufgelöst und die Mutterfirma Rederi AB Broström übernahm deren ACL-Anteile und die ICT.
1976 wurden die vier Schiffe der G1-Serie verlängert, wodurch sich die Containerkapazität auf ebenfalls 1200 TEU erhöhte. Im selben Jahr übernahm ACL die Reederei Care Line, die eine Linie nach Montreal unterhielt. 1978 verstärkte man diesen Dienst durch die Mont Royal der SAL, die in Atlantic Premier umbenannt wurde, die Montmorency von Wallenius, die als Atlantic Prelude eingegliedert wurde sowie durch zwei eingecharterte RoRo-Schiffsneubauten der Stena Line, die Atlantic Prosper und Atlantic Project. Im Jahr 1982 beendete man den Montrealdienst jedoch wieder. Ebenfalls 1982 ereilte die Reederei ein trauriger Verlust. Die Atlantic Conveyor war während des Falklandkrieges von der Royal Navy eingechartert. Dies war möglich, da das Schiff 1970 durch die Cunard Line in das ACL-Konsortium eingebracht worden war und unter britischer Flagge fuhr. Als das Schiff vor den Falklandinseln in Position war, wurde es von einer Exocet-Rakete eines argentinischen Jagdflugzeuges getroffen, geriet in Brand und sank einige Tage darauf.

### Neuaufbau der Flotte
Anfang der 1980er Jahre begann das Konsortium mit der Planung für eine neue Schiffsgeneration, um die ersten beiden Schiffsserien – vor allem die turbinengetriebenen Schiffe der G2-Serie mit ihren hohen Brennstoffkosten – zu ersetzen. Man gab schließlich fünf erheblich größere Neubauten zur Lieferung im Jahr 1984 in Auftrag. Im Jahr 1983 verkaufte Broström die Hälfte der Anteile seines niederländischen Tochterunternehmens, woraus später Incotrans hervorging. Dieser Verkauf und die Bauaufträge für die neuen Schiffe gaben den Anlass zur Neuaufteilung der ACL und der Eignerschaft an den Einheiten der G1-Serie. Wallenius, Cunard, CGM und SAL/Incotrans erhielten jeweils 22,22 % an der ACL (wobei die Anteile von SAL und Incotrans nochmals in 17,22 % und 5 % aufgegliedert waren), Transatlantic erhielt 11,11 %. Cunard übernahm die Atlantic Star, CGM die Atlantic Span (die unter französischer Flagge in Atlantic Service umbenannt wurde) und Transatlantic übernahm einen Teil an der Atlantic Saga.

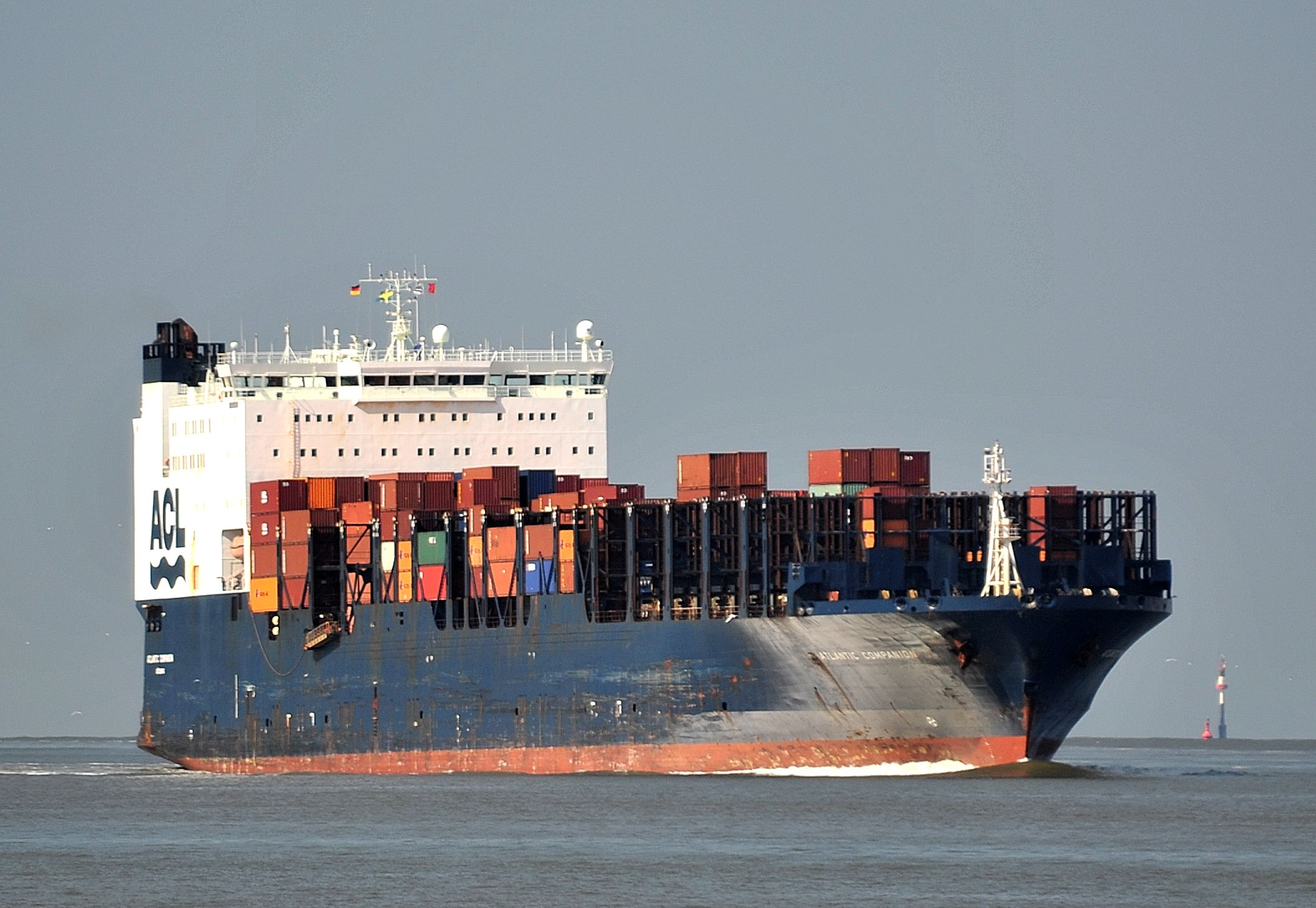
Die Atlantic Companion

Zwischen 1984 und 1985 stellte Atlantic Container Line die dritte Generation ihrer RoRo-Containerschiffe in Dienst, die fünf Einheiten der G3-Serie (C2-Type). Die Schiffe dieses Typs konnten 2140 Container und 1000 Pkw aufnehmen. Nach Übernahme der neuen Schiffe wurden die weniger als zwanzig Jahre alten Turbinenschiffe der G2-Serie zum Abbruch veräußert. Begleitend übernahm die Rederi AB Transatlantic (RABT) 1985 die Broström-Gruppe und somit auch deren Anteil an ACL. Schon im Jahr 1987 wurden die fünf fast neuen Schiffe vergrößert, womit ihre Containerkapazität auf 3100 TEU gesteigert werden konnte (G3L-Serie). Zusätzlich begann ACL eine Zusammenarbeit mit Hapag-Lloyd, woraufhin auch die Schiffe der ersten Generation verschrottet werden konnten. Äußeres Zeichen der Zusammenarbeit mit der Hamburger Reederei war die Umbenennung der Einheiten Atlantic Companion und Atlantic Concert in Companion Express und Concert Express. 1989 übernahm RABT auch den Wallenius-Anteil an der ACL. 1992 vereinbarte ACL eine Zusammenarbeit mit der Mediterranean Shipping Company (MSC), nach der sich ACL mit den eigenen Schiffen von der US-Westküste zurückzog und stattdessen zusätzliche Slots auf MSC-Schiffen übernahm. Im Jahr 1994 erhielten die beiden umgetauften „Express“-Schiffe ihre alten Namen zurück, das Slot-Chartering-Abkommen mit Hapag-Lloyd blieb jedoch in Kraft.

### Erneute Änderungen der Eignerstruktur

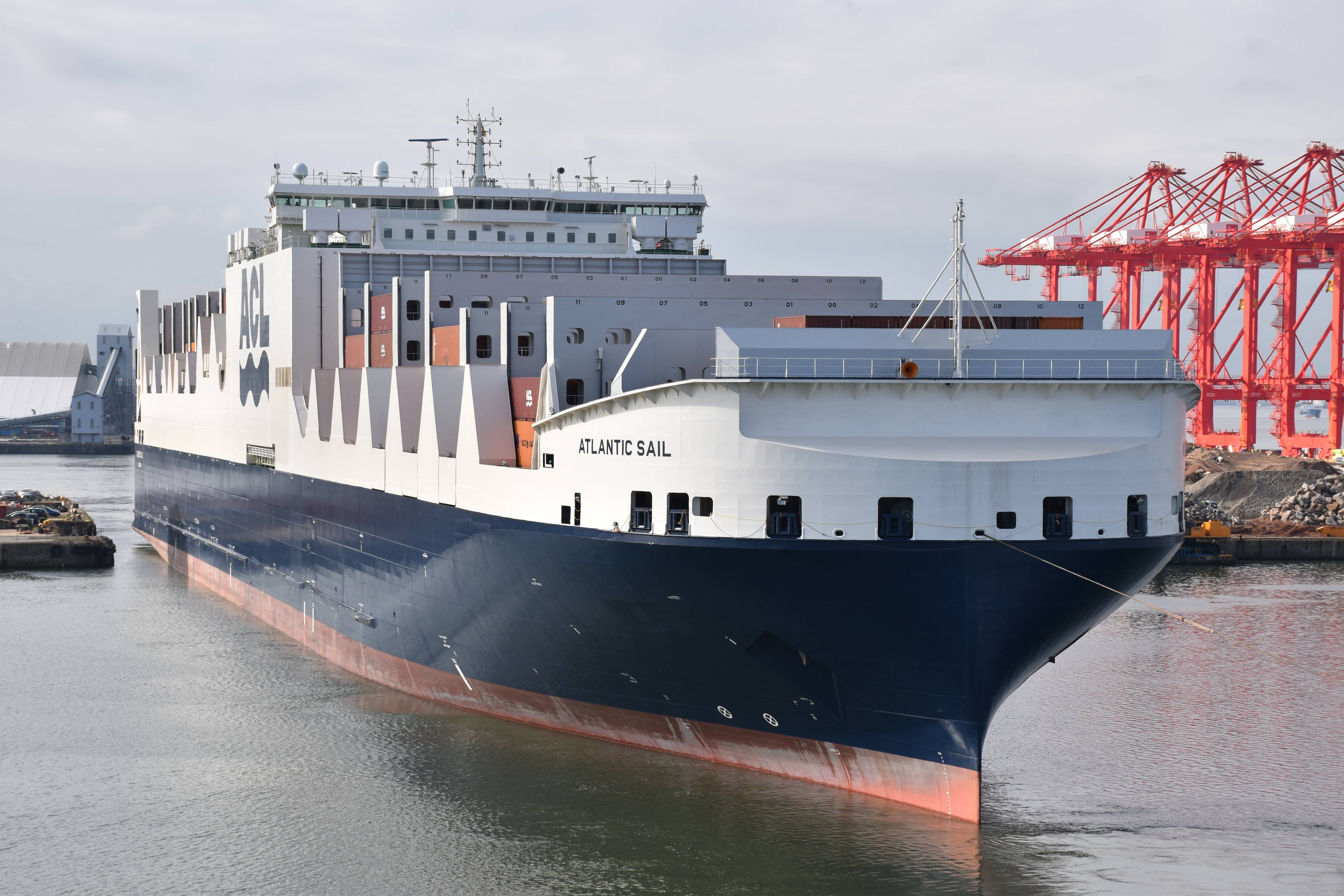
Die Atlantic Sail im Hafen von Liverpool (2016)

In den Jahren 1995 und 1996 beendete ACL die Charterung der britisch und französisch registrierten Schiffe und die Rederi AB Transatlantic kaufte diese von Cunard und der Compagnie Générale Maritime an, wodurch diese nun alleiniger Eigentümer der Gesellschaft wurde. Die Atlantic Conveyor und Atlantic Cartier wurden unter bahamaische Flagge gebracht, die restlichen drei jedoch unter schwedischer Flagge belassen. ACL verlegte den Firmensitz von Southampton nach South Plainfield (Vereinigte Staaten) und der Name wurde in Atlantic Container Line AB geändert, womit die Reedereiaktien an der schwedischen Börse gehandelt wurden.
2000 war die italienische Grimaldi-Gruppe (Grimaldi Lines) mit 44 Prozent Hauptaktionär und steigerte diesen Anteil später auf 81 Prozent und aktuell auf 91 Prozent. Grimaldi Lines ist weltweit der größte Betreiber von RoRo-Containerschiffen und hat durch die Übernahme von ACL seine Marktposition im Transatlantik-Geschäft deutlich weiter verbessert. Die ACL-Dienste sind seitdem mit denen der Grimaldi Lines abgestimmt. 2012 wurden fünf Schiffe der ACL G4-Serie in Auftrag gegeben, die zwischen 2015 und 2017 die Schiffe der G3-Serie ersetzten.